# الأرض كرة ثلج
الأرض كرة ثلج في الجيولوجيا التاريخية (بالإنجليزية: Snowball Earth)‏ هي نظرية تفترض أنه مر على الأرض عصر كانت الأرض جميعها مغطاة بطبقة من الجليد؛ يعود هذا العصر إلى ما قبل الكمبري وشغل زمنا خلال عصر الإدياكاري قبل نحو 600 مليون سنة. وطبقا لهذه النظرية شمل الجليد مابين القطبين وحتى قرب خط الاستواء، وكان اغلب مساحة المحيطات مغطى بالجليد.
اقترح تلك النظرية عالم الجيولوجيا الأمريكي «جوزيف كيرشفينك» في عام 1992 ووصفها بـ Snowball Earth
بناء على اكتشافات جيولوجية لطبقات الأرض من باحثين آخرين تشير إلى عصور باردة مرت في مختلف المناطق على الأرض وتشير إلى تلك الفكرة.
كان تصور الأرض كرة ثلجية منتشرا بين العلماء بناء على الاكتشافات الجيولوجية، ولكنه لم يصاغ كنظرية.
.
ولكن المناقشات واكتشافات لاحقة أدت إلى شكوك في صحة تلك النظرية، وفي صحة الافتراضات التي أدت إلى تجمد الماء هذا على الأرض كلها.

## الاكتشافات الجيولوجية والافتراض
نجد من دهر الطلائع ترسيبات ناشئة عن حركة مثلجات من ركام جليدي يصل سمكها في بعض المناطق عدة أمتار بينما يبلغ سمكها في مناطق أخرى نحو 2000 متر. وتوجد تلك الترسيبات في جميع انحاء الأرض ما عدا القارة القطبية الجنوبية. ويصعب تحديد زمن نشأة تلك الطبقات، وتحدها طبقات من اعلى ومن أسفل منها. وطبقا للدراسة الجيولوجية نشأ على الأقل جزء من تلك الطبقة في أماكن مختلفة خلال أواخر دهر الطلائع بالقرب من خط الاستواء.
.
وعلاوة على ذلك فهي مختلطة مع أحجار تشير إلى تكونها في جو يماثل الجو الاستوائي؛ فبينها أحجار كربونات، ورسوبيات حمراء وإفابوريت Evaporit. هذا الاكتشاف يشير إلى أن الأرض في ذلك الزمان كانت مغطاة بالجليد حتى مناطق قريبة من خط الاستواء.

## أسباب البرودة
يعزى سبب تجمد الماء إلى انقسام القارة الكبرى رودينيا. فقد أصبحت الأمطار وسقوط الجليد تصل إلى مناطق على اليابسة لم تكن تصلها من قبل أثناء وجود القارة الكبرى؛ فكانت القارة العظمى جافة وتشبه الصحراوية. وتشير الأبحاث إلى أن ثاني أكسيد الكربون الذي كان يذوب في ماء الأمطار في عوامل تعرية كيميائية، وأدى ذلك إلى تثبيت ثاني أكسيد الكربون في الرسوبيات على الأرض. يابسة. ونظرا لتوالي قلة ثاني أكسيد الكربون في الجو فقد عمل ذلك على انخفاض في درجة الحرارة وتجمد للماء على مستوي العالم.
كذلك يعزى انسحاب الجليد إلى عمليات تكتونية في انزياح الصفائح التكتونية وما يتبعها من نشاط بركاني عند حدود الصفائح التكتونية. وما تنتجه البراكين من ثاني أكسيد الكربون فهو يعمل على ارتفاع درجة الحرارة في الجو مع زيادة الاحتباس الحراري مما عمل على اصهار الجليد.
ويعتقد بعض العلماء أن كائنات متعددة الخلايا نشأت أثناء العصور الباردة وبعدها، مما جعلها تترعرع وتنتشر بطريقة انفجارية بعد نهاية الفترة الباردة خلال العصر الإدياكاري قبل 630 إلى 542 مليون سنة.
تخلل دهر الطلائع (الذي ينتهي بالعصر البارد وعصر إدياكاري) قبل 750 - 580 مليون أربعة فترات ثلجية على الأقل، ويثبت ذلك ما وجده العلماء في أنحاء كثيرة من العالم. في فترتين منها كان الجليد شاملا جميع أنحاء الأرض: التجلد الستورتي (قبل 715 - 680 مليون سنة؛ أول مكان لاكتشاف أحجارها عند «نهر ستورت» بجنوب أستراليا)، والتجلد المارينوي (قبل 660 - 635 مليون سنة؛ أول مكان لاكتشاف أحجارها كان في «مارينو» - أحد ضواحي أديليد بجنوب أستراليا). كما عثر على أثار تبين حالات تجمد جليدي في أزمنة قبل ذلك. ومنها التجلد الهوروني وقد عرفت من أحجار حول بحيرة هرون (بين كندا والولايات المتحدة)، وكانت بين نحو 3و2 إلى 2و2 مليار سنة سبقت. واكتشفت في عام 1997 أحجار لحدوث فترة جليدية خلال الفترة 3و2 - 2و2 مليون سنة مضت من طبقات رسوبية بالقرب من خط الاستواء.
.

## اقرأ أيضا
- عصر إدياكاري
- العصر البارد